# 浪曲親友協会
公益社団法人浪曲親友協会（こうえきしゃだんほうじん ろうきょくしんゆうきょうかい）は主に大阪を活動拠点とする浪曲師と曲師が加盟する内閣府所管の公益社団法人。
大阪市中央区に事務局を置く。設立は明治29年（1896年）。

## 歴代会長
- 二代目広沢虎吉
- 岡本鶴治
- 四代目中川伊勢吉
- 京山若丸
- 二代目吉田奈良丸
- 京山若丸
- 宮川松安
- 三代目吉田奈良丸
- 梅中軒鶯童(1945年～1949年)
- 初代京山幸枝(1950年)
- 三代目吉田奈良丸(1950年～1952年)
- 二代目日吉川秋水(1953年～1954年)
- 三代目吉田奈良丸(1955年～1956年)
- 梅中軒鶯童(1957年～1958年)
- 二代目日吉川秋水(1959年～1960年)
- 冨士月子(1961年～1962年)
- 初代日吉川秋斎(1963年～1964年)
- 松浦四郎(1965年～1966年)
- 三代目吉田奈良丸(1967年～1968年)
- 松浦四郎(1969年～1970年)
- 三代目天光軒満月(1971年～1974年)
- 二代目京山幸枝(1975年～1976年)
- 初代京山幸枝若(1977年～1984年)
- 初代真山一郎(1985年～1988年)
- 初代京山幸枝若(1988年～1993年)
- 二代春野百合子(1993年～1997年)
- 初代真山一郎(1998年～2009年)
- 二代京山幸枝若(2010年～)

## 所属会員

### 浪曲師
- 京山小圓嬢、菊地まどか
- 京山幸枝若、京山幸太郎、京山幸枝司、京山幸太、京山幸乃
- 五月一秀
- 天光軒新月、天光軒満月
- 天中軒雲月、天中軒月子、天中軒景友、天中軒すみれ
- 浪花亭友歌
- 春野百合子、春野ココ、春野冨美代、春野美恵子、春野恵子
- 松浦四郎若
- 真山一郎、真山誠太郎、真山隼人
- 三原佐知子、三原麻衣

### 曲師
- 一風亭初月
- 岡本貞子
- 紀ノ本孝子
- 沢村さくら
- 虹友美
- 藤初雪

## その他
- 1948年[1]（1947年表記もあり[2]）に当時国鉄職員だった 中田 萬夫、奈良県出身、1925年1月2日 [2]- 2020年8月17日[3]）は当時浪曲親友協会のビルのオーナーだった梅中軒鶯童からビルの管理と協会の事務を任され[4]、2019年に協会を退職[1]するまで70年以上会計・事業の裏方などの協会運営事務にほぼ単独で携わっていた。